# The Go-Go’s
The Go-Go’s —  американская рок-группа, образовавшаяся в 1978 году. Группа вошла в историю поп-музыки как полностью женский коллектив, участницы которого исполняли композиции собственного сочинения. Их дебютный альбом, Beauty and the Beat, возглавил соответствующий чарт журнала Billboard.

## Общий обзор
Пик популярности группы The Go-Go's приходится на начало 80-х годов. Их дебютный альбом Beauty and the Beat, разрушающий музыкальные барьеры и пробивающий путь для множества появившихся впоследствии   исполнителей этого стиля, считается в настоящее время  "квинтэссенцией американской новой волны" (Олмьюзик). После выхода в свет вышеупомянутый альбом неуклонно продвигался к вершине чарта и в конце концов достиг её, оставаясь на первом месте "Биллборда" в течение шести недель непрерывно. Грампластинка была раскуплена в количестве 3 000 000 экземпляров и получила статус "трижды платинового диска", показав один из наиболее впечатляющих результатов за всю историю поп-музыки. Всего было продано 7 000 000 копий грампластинок группы The Go-Go's.

## История группы

### Как все начиналось (1978–1980)
Группу The Go-Go’s, образованную в Лос-Анджелесе поначалу составляли : Белинда Карлайл (вокал, ритм гитара, соло гитара, автор текстов песен и музыки), Джейн Уидлин (гитара, вокал), Марго Олаваррия (бас-гитара) и Элисса Белло (ударные). The Go-Go’s в то время исполняли панк-рок и репетировали вместе с панк-группой X. Белинда Карлайл играла одно время в группе The Germs под сценическим именем Дотти Дейнджер. После нескольких изменений состава группы, стиль The Go-Go’s начал дрейфовать в сторону пауэр-попа.
К концу 1979 The Go-Go’s записали 5 демонстрационных лент на «Гоулд стар стьюдиэс» в Лос-Анджелесе и в 1980 выступили в качестве «поддержки» английской группы Madness на концертах в Лос-Анджелесе и в Англии. 1980 год The Go-Go’s провели в гастролях по Англии, приобретая там определенную популярность. Демозапись композиции «We Got the Beat», записанной на «Стифф рекорд» стала умеренным хитом в Великобритании.
В декабре 1980, бас-гитаристка Марго Олаваррия из-за нездоровья покинула группу, на смену ей пришла Кейти Велентайн, которая до этого никогда не играла на бас-гитаре. Белинда Карлайл, однако, в своих воспоминаниях «Распечатанные губы» (Lips Unsealed) утверждает, что причиной ухода Марго из коллектива были частые пропуски репетиций последней из вышеназванных, вызванные недовольством по поводу отхода группы от панк-рока.

### На пике популярности (1981–1983)
The Go-Go's подписали контракт со звукозаписывающей компанией "Ай Ар Эс Рекордз" в апреле 1981. Их дебютный альбом Beauty and the Beat неожиданно для всех приобрел огромную популярность и возглавил американские чарты. Также его ожидал успех и за пределами США, например: он дошел до второй строки в чарте Канады и до 27-й строки в чарте Австралии.В 2003 году журнал "Роулинг Стоун" поставил его на 413 место в списке 500-от самых замечательных альбомов за всю историю поп-музыки.
К 1982 году, став одной из самых любимых групп в США, The Go-Go's была номинирована на Грэмми в категории  "Лучший новый исполнитель".
Следующий альбом, Vacation, получил более сдержанный прием у слушателей и критиков и раскупался неохотно по сравнению с предыдущей работой. Однако в результате он был сертифицирован как "золотой диск" и содержал в себе хит "Vacation", вошедший в топ-10 чарта синглов. Синглы "Get Up and Go" и "He's So Strange" не попали и в топ-40.

### АльбомTalk Show. Распад группы (1984-1985)
В 1984 появился новый альбом группы, Talk Show, продюсером которого выступил Мартин Рашент. Синглы "Head over Heels" и "Turn to You" попали в топ-40 США. Несмотря на хвалебные отзывы критиков продажи альбома были очень низкими, он не попал в топ-40 и не стал даже "золотым".
Личные конфликты и творческие противоречия внутри коллектива также имели место; не способствовало взаимопониманию и пристрастие некоторых участниц группы к наркотикам. Джейн Уидлин объявила об уходе из
The Go-Go's в октябре 1984. Её заменила Пола Джин Браун, бывшая участница Giant Sand, которая заняла место бас-гитаристки; Велентайн переключилась на ритм-гитару. Этот состав выступил на фестивале "Рок в Рио", отыграв два концерта. Вскоре после этого Карлайл и Кеффи решили, что им  стало неинтересно находиться в The Go-Go's и распустили группу в мае 1985.

## Дискография

### Студийные альбомы
1. 1981 Beauty and the Beat
2. 1982 Vacation
3. 1984 Talk Show
4. 1994 Return to the Valley of the Go-Go's
5. 2001 God Bless The Go-Go's

### Синглы
| Год                                   | Песня                           | Место в чарте     | Место в чарте              | Место в чарте       | Место в чарте | Место в чарте | Место в чарте | Место в чарте  | Альбом                              |
| Год                                   | Песня                           | Billboard Hot 100 | Hot Mainstream Rock Tracks | Hot Dance Club Play | Канада        | Австралия     | Швеция        | Великобритания | Альбом                              |
| ------------------------------------- | ------------------------------- | ----------------- | -------------------------- | ------------------- | ------------- | ------------- | ------------- | -------------- | ----------------------------------- |
| 1981                                  | "Our Lips Are Sealed"           | 20                | 15                         | 10                  | 4             | 2             | 14            | 47             | Beauty and the Beat                 |
| 1981                                  | "We Got the Beat"               | 2                 | 7                          | 35                  | 3             | 29            | —             | —              | Beauty and the Beat                 |
| 1982                                  | "Vacation"                      | 8                 | 13                         | 17                  | 23            | 43            | 18            | —              | Vacation                            |
| 1982                                  | "Get Up and Go"                 | 50                | 46                         | —                   | —             | —             | —             | —              | Vacation                            |
| 1982                                  | "This Old Feeling"              | —                 | —                          | —                   | —             | —             | —             | —              | Vacation                            |
| 1984                                  | "Head over Heels"               | 11                | 33                         | —                   | 35            | 60            | —             | —              | Talk Show                           |
| 1984                                  | "Turn to You"                   | 32                | —                          | —                   | 95            | —             | —             | —              | Talk Show                           |
| 1984                                  | "Yes or No"                     | 84                | —                          | —                   | —             | —             | —             | —              | Talk Show                           |
| 1991                                  | "Cool Jerk"                     | —                 | —                          | —                   | —             | —             | —             | 60             | Greatest                            |
| 1994                                  | "The Whole World Lost Its Head" | 108               | 21                         | —                   | —             | —             | —             | 29             | Return to the Valley of the Go-Go's |
| 1994                                  | "Good Girl"                     | —                 | —                          | —                   | —             | —             | —             | —              | Return to the Valley of the Go-Go's |
| 2001                                  | "Unforgiven"                    | —                 | 22                         | —                   | —             | —             | —             | —              | God Bless The Go-Go's               |
| — означает, что сингл не был в чарте. |                                 |                   |                            |                     |               |               |               |                |                                     |